# Дубяна
Дубяна (устар. Дубянка, устар. Дубровка) — река в России, протекает по Орловскому району Кировской области. Устье реки находится в 28 км по левому берегу реки Молома. Длина — 26 км. Высота устья — 93,8 м над уровнем моря.
Притоки по порядку от устья: Мокеровка, Мостовица и Котомка (все правые).
В Гидрологической изученности за исток принята река Мокеровка, текущая с севера, однако, уже с 1868 года исторические и современные картографические источники выводят исток с востока, у современной деревни Торощины.

## Данные водного реестра
По данным государственного водного реестра России относится к Камскому бассейновому округу, водохозяйственный участок реки — Вятка от города Киров до города Котельнич, речной подбассейн реки — Вятка. Речной бассейн реки — Кама.
Код нижнего участка в государственном водном реестре — 10010300312111100036086 (общий с рекой Мокеровка), код верхнего участка — 10010300312111100036093.